# Хокинс, Кори
Кори Антонио Хокинс (англ. Corey Antonio Hawkins; род. 22 октября 1988) — американский актёр. Он наиболее известен по ролям Хита в сериале «Ходячие мертвецы» и Dr. Dre в байопике 2015 года «Голос улиц».

## Жизнь и карьера
Хокинс родился в Вашингтоне, где он учился в школе искусств Дюка Эллингтона. Он окончил Джульярдскую школу в Нью-Йорке, где он был членом «Group 40» из отдела драматического искусства. Будучи в Джульярде, Хокинс получил престижную премию Джона Хаусмана за отличие в изучении классического театра. После окончания учёбы, он начал свою карьеру играя на Офф-Бродвее и появляясь в качестве приглашённой звезды на телевидении. Хокинс получил небольшую роль в «Железном человеке 3» от Marvel Studios и появился в триллере студии Universal Pictures «Воздушный маршал» наряду с Лиамом Нисоном и Джулианной Мур.
В 2013 году Хокинс сделал свой дебют на Бродвее в роли Тибальта в новой постановке «Ромео и Джульетты». В 2015 году «The Hollywood Reporter» объявило, что Хокинс присоединится к актёрскому составу сериала AMC «Ходячие мертвецы» в роли Хита, ключевого персонажа из серии комиксов Роберта Киркмана. Хокинс сыграл Dr. Dre в биографическом фильме студии Universal Pictures «Голос улиц», премьера которого состоялась 14 августа 2015 года. Он получил одну из ролей в фильме «Конг: Остров черепа», где также снялись Бри Ларсон, Сэмюэл Л. Джексон и Том Хиддлстон. Хокинс сыграл главную мужскую роль в сериале Fox «24 часа: Наследие».

## Фильмография

### Фильмы
| Год  | Название                        | Роль           | Примечания         |
| ---- | ------------------------------- | -------------- | ------------------ |
| 2013 | Железный человек 3              | морпех         |                    |
| 2014 | Воздушный маршал                | Трэвис Митчелл |                    |
| 2014 | Ромео и Джульетта               | Тибальт        | Снятое выступление |
| 2015 | Голос улиц                      | Dr. Dre        |                    |
| 2017 | Конг: Остров черепа             | Хьюстон Брукс  |                    |
| 2018 | Чёрный клановец                 | Кваме Туре     |                    |
| 2019 | Призрачная шестёрка             | Седьмой        |                    |
| 2021 | На высоте                       | Бенни          | [ 10 ]             |
| 2021 | Трагедия Макбета                | Макдуф         |                    |
| 2023 | Последнее путешествие «Деметра» | Клеменс        |                    |
| 2024 | Уроки фортепиано                | Эйвери Браун   |                    |
| 2026 | Преступление 101                |                |                    |
| 2026 | Одиссея                         |                |                    |

### Телевидение
| Год       | Название          | Роль          | Примечания                             |
| --------- | ----------------- | ------------- | -------------------------------------- |
| 2011      | Дорогой доктор    | Мойщик посуды | Гость Эпизод: The Shaw/Hank Redemption |
| 2013      | Везунчик          | Эвандер       | Гость Эпизод: Young Guns               |
| 2015—2016 | Ходячие мертвецы  | Хит           | Сезон 6 (повторяющийся, 4 эпизода)     |
| 2017      | 24 часа: Наследие | Эрик Картер   | Главная роль                           |
| 2020      | Выжить            | Пол           | Главная роль                           |
| 2025      | Покерфейс         | Билл          | Гость Эпизод: One Last Job             |

### Театр
| Год  | Название             | Роль    | Примечания                 |
| ---- | -------------------- | ------- | -------------------------- |
| 2011 | Hurt Village         | Багги   | Signature Theatre Company  |
| 2011 | Корпорация самоубийц | Перри   | Roundabout Theatre Company |
| 2013 | Ромео и Джульетта    | Тибальт | Richard Rodgers Theatre    |

## Награды и номинации
| Год  | Работа     | Награда                                                                  | Результат |
| ---- | ---------- | ------------------------------------------------------------------------ | --------- |
| 2015 | Голос улиц | Hollywood Breakout Ensemble Award                                        | Победа    |
| 2015 | Голос улиц | Премия NAACP Image за лучшую мужскую роль второго плана в игровом кино   | Номинация |
| 2015 | Голос улиц | Премия Ассоциации кинокритиков Вашингтона за лучший актёрский ансамбль   | Номинация |
| 2016 | Голос улиц | Премия Выбор кинокритиков за лучший актёрский ансамбль                   | Номинация |
| 2016 | Голос улиц | Премия Black Reel за лучшую мужскую роль второго плана                   | Номинация |
| 2016 | Голос улиц | Премия Гильдии киноактёров США за лучший актёрский состав в игровом кино | Номинация |